# Karabin L85

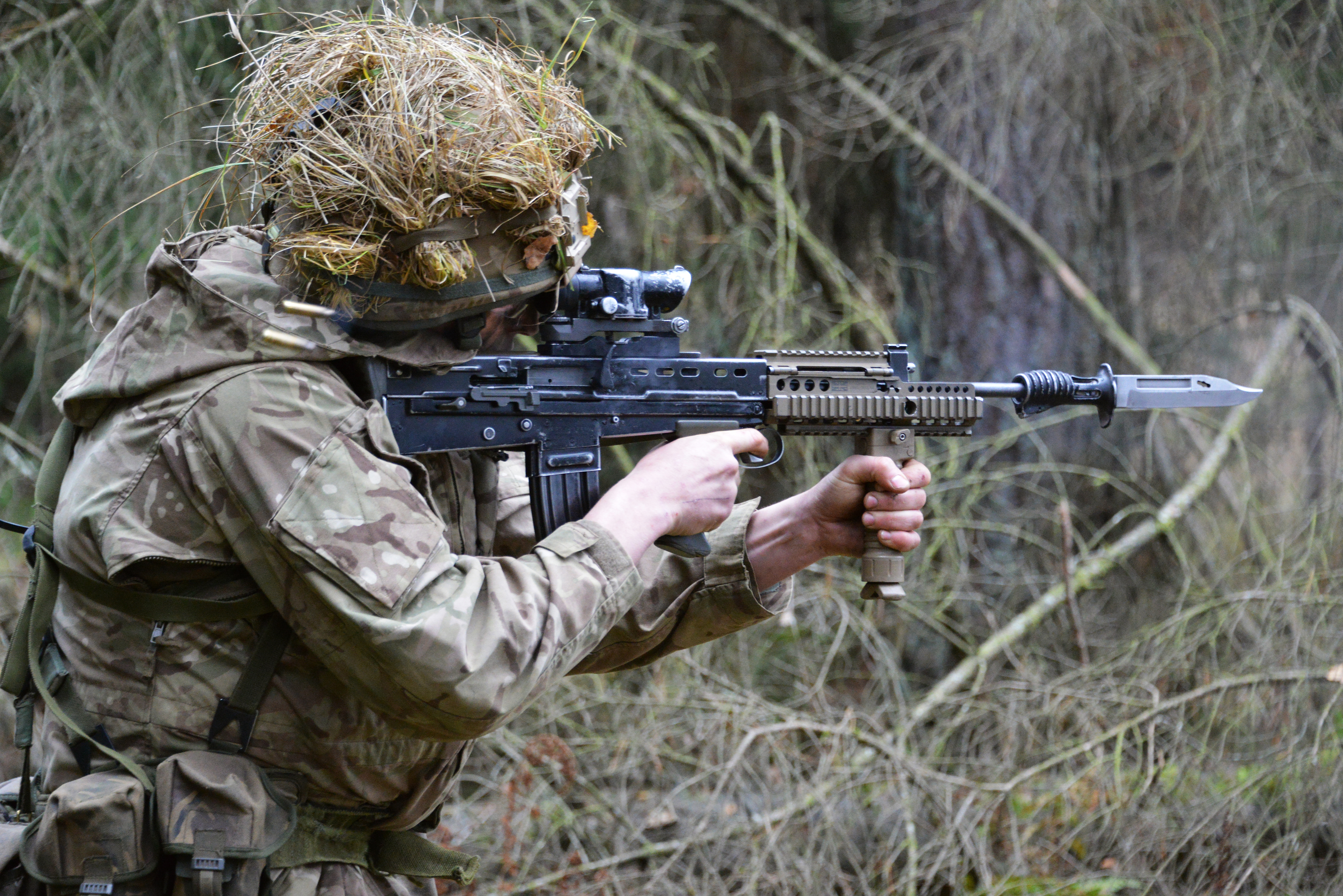
Żołnierz brytyjski uzbrojony w karabin L85A2

L85 Endeavour – brytyjski karabin szturmowy w układzie bullpup. Razem z ręcznym karabinem maszynowym L86 wchodzi w skład systemu uzbrojenia piechoty SA-80.

## Historia konstrukcji
W drugiej połowie lat czterdziestych w Wielkiej Brytanii skonstruowano karabin automatyczny EM-2 kalibru .280 Mk1Z. Po standaryzacji amunicji w ramach NATO i przyjęciu do uzbrojenia przez armię brytyjską naboju 7,62 × 51 mm NATO, z planów produkcji karabinu EM-2 zrezygnowano, a następcą karabinów powtarzalnych Karabin Lee-Enfield stał się L1A1 SLR (dostosowany do brytyjskich wymagań karabin FN FAL).
Po wprowadzeniu w latach sześćdziesiątych do uzbrojenia armii amerykańskiej karabinu M16 kalibru 5,56 × 45 mm także w Wielkiej Brytanii postanowiono powrócić do prac nad bronią na amunicję pośrednią. Na początku lat siedemdziesiątych powstał prototyp karabinu XL64 strzelającego eksperymentalną amunicją 4,85 × 49 mm. Nowy karabin, podobnie jak EM-2, zbudowany był w układzie bullpup, ale jego mechanizmy wewnętrzne wzorowane były na karabinie AR-18, produkowanym w Enfield na licencji amerykańskiej.
Wersja XL64E5 została w połowie lat siedemdziesiątych przedstawiona do badań, które miały wyłonić nowy standardowy nabój NATO (trzeci, obok już używanych 9 × 19 mm NATO i 7,62 × 51 mm NATO). W wyniku przeprowadzonych w latach 1977–1980 prób, jako standardową amunicję pośrednią NATO wprowadzono belgijską amunicję 5,56 × 45 mm z pociskiem SS109.
Po standaryzacji amunicji 5,56 × 45 mm NATO w Enfield skonstruowano karabin XL70E3 będący wersją XL64E5 kalibru 5,56 mm. Później pojawiły się kolejne prototypy XL76E2 i wreszcie XL85E1, który w 1985 roku został przyjęty do uzbrojenia jako L85A1 (jednocześnie przyjęto do uzbrojenia ręczny karabin maszynowy L86A1 Engager, z wprowadzenia wersji karabinkowej zrezygnowano).
Karabiny L85 były dostarczane z dwoma rodzajami celowników. Żołnierze piechoty otrzymywali karabiny wyposażone w celownik optyczny SUSAT o czterokrotnym powiększeniu. Obsługi broni ciężkiej otrzymywały karabiny wyposażone w mechaniczne przyrządy celownicze.
Pierwsze seryjne karabiny trafiły w ręce żołnierzy w lecie 1985 roku, a masowe dostawy rozpoczęły się w październiku tego roku. Po dostarczeniu pierwszych karabinów L85A1 do jednostek pojawiły się doniesienia o wadach karabinu. Poza dużą masą skarżono się na wypadające magazynki, odpadające łoże, rozregulowujący się celownik. Wykryte wady sprawiły, że komandosi SAS nie przyjęli nowej broni do uzbrojenia i zachowali jako standardowy karabin M16. W następnych latach, dzięki wprowadzeniu kolejnych poprawek, większość tych wad usunięto. Karabin L85 nie zdobył większej popularności (poza Wielką Brytanią niewielką partię tych karabinów zakupiło Zimbabwe i Jamajka) i w 1994 roku zakończono jego produkcję po dostarczeniu ok. 400 000 karabinów L85 i erkaemów L86.
W czasie pierwszej wojny w Zatoce Perskiej L85A1 po raz pierwszy został użyty w warunkach bojowych. Zawodowi brytyjscy żołnierze elitarnych jednostek, których nie można było posądzić o brak znajomości czy dbałości o broń, meldowali, że w warunkach wysokiego zapylenia typowego dla pustyni L85 notorycznie się zacina. Podobne meldunki o wysokiej zawodności były składane później przez żołnierzy służących w siłach pokojowych na Bałkanach.
W 1992 roku komisja obrony Izby Gmin opublikowała krytyczny raport dotyczący L85 i L86. Jednak nadal niewiele robiono w celu poprawienia niezawodności broni systemu SA-80. W 1996 bronie systemu SA-80 zostały skreślone z listy broni strzeleckich spełniających standardy NATO. Okazało się, że działają one poprawnie zasilane amunicją L1A2, natomiast użycie innej amunicji 5,56 × 45 mm NATO powoduje częste zacięcia.
W 1998 postanowiono poddać karabin L85A1 modernizacji. Ponieważ produkcja tego karabinu była już zakończona, do nowego standardu zmodyfikowane miały być już wyprodukowane karabiny. Zadanie zmodernizowania L85A1 powierzono niemieckiej firmie Heckler & Koch (należała w tamtym okresie do brytyjskiego koncernu British Aerospace).
Efektem prac firmy HK był wprowadzony do uzbrojenia w 2000 roku L85A2. W czerwcu tego roku podpisano porozumienie przewidujące przebudowę 200 000 sztuk broni systemu SA-80 na wersje A2 w latach 2001–06. Część przebudowanych karabinów została wyposażona w granatniki podlufowe. Pomimo udoskonaleń wprowadzonych przez HK, nadal zdarzają się skargi na zawodność karabinu L85.
Najnowszą wersją L85 jest karabinek o roboczej nazwie SA80A2K, w który zostaną uzbrojeni czołgiści i obsługi broni ciężkiej. Podobnie jak karabiny L85A2, karabinki powstaną przez przebudowę zmagazynowanych karabinów L85A1. Przebudowy 1412 standardowych L85 ma dokonać firma HK.
Wady karabinu L85 sprawiają, że coraz częściej pojawiają się propozycje zastąpienia go inną konstrukcją. Według pierwotnych planów karabiny L85 miały być eksploatowane do 2020 roku, kiedy zastąpią je karabiny zbudowane w ramach programu FIST, jednak obecnie coraz częściej mówi się o wycofaniu ich z jednostek pierwszorzutowych.

## Wersje
- L85A1 – pierwsza wersja seryjna.

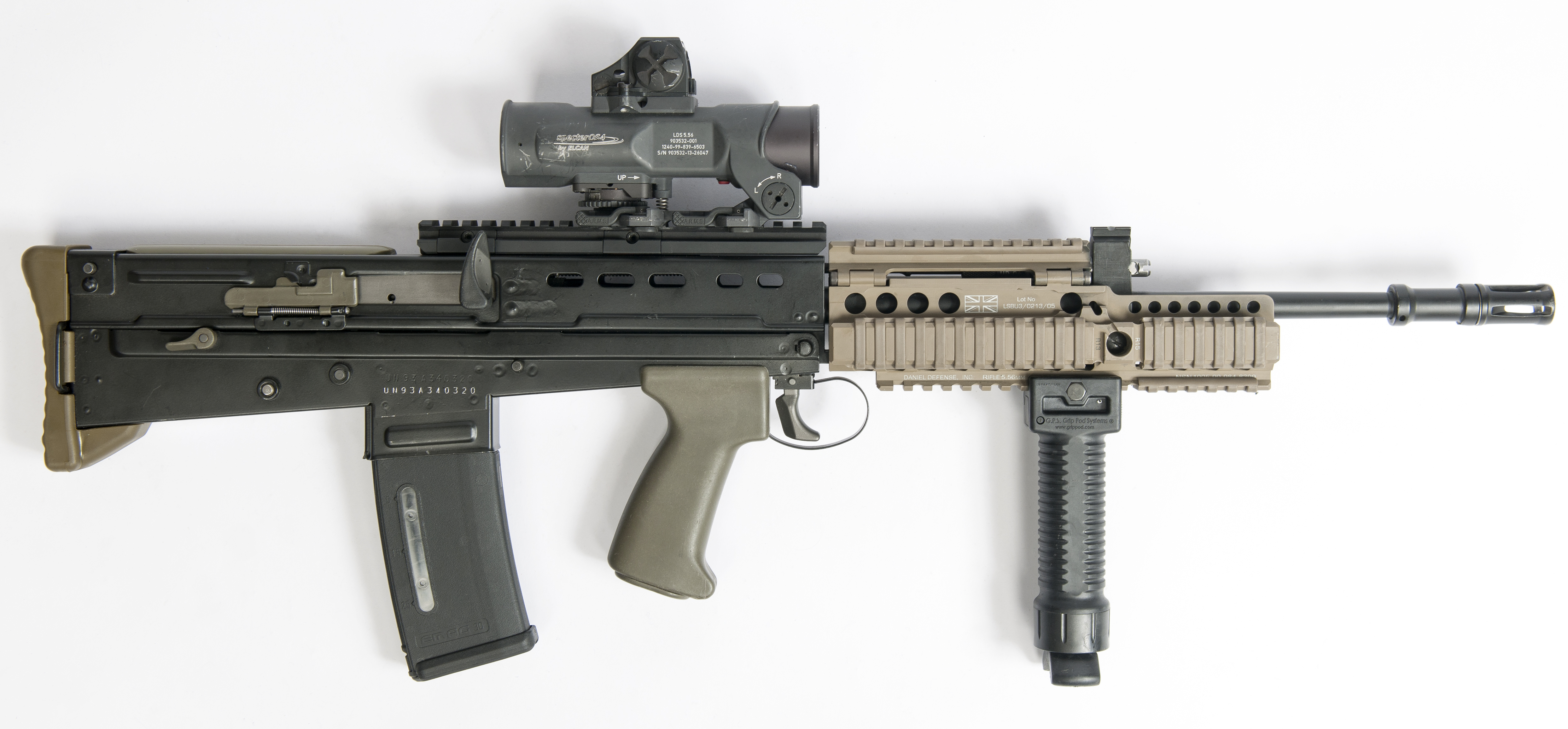
L85A2

- L85A2 – wersja zmodernizowana przez HK. Jedyną widoczną różnicą w porównaniu z wersją A1 jest rączka zamkowa o nowym kształcie, oraz osłona przycisku zwalniacza magazynka. HK zmodyfikował również zamek, cylinder gazowy, iglicę, kurek, komorę nabojową. Wszelkie zmiany znacząco usprawniły działanie karabinka, co czyni go dość niezawodnym, nawet w warunkach pustynnych (w przeciwieństwie do wersji A1). Do L85A2 zakłada się chwyt przedni (foregrip) produkcji Daniel Defence, wyposażony w szyny montażowe umożliwiające montaż akcesoriów na karabinku.
- L86A1/A2 – wersja z dłuższą lufą i dwójnogiem pełniąca rolę ręcznego karabinu maszynowego.
- SA-80 Carbine – wspólna nazwa kilku wersji skróconych, nieprodukowanych seryjnie.
- SA80A2K – karabinek z lufą długości 365 mm, wyposażony w dodatkowy chwyt przedni i dwie boczne szyny montażowe.
- L98CGP – powtarzalna wersja L85 przeznaczona do szkolenia w organizacjach paramilitarnych.
- L22 – subkarabinek.

## Opis konstrukcji
Karabin L85 jest indywidualną bronią samoczynno-samopowtarzalną zbudowaną w układzie bullpup. Zasada działania oparta na wykorzystaniu energii gazów prochowych odprowadzanych przez boczny otwór lufy. Tłok gazowy o krótkim ruchu przekazuje energię przez popychacz na suwadło. Ryglowanie przez obrót zamka. Mechanizm spustowy kurkowy umożliwia strzelanie ogniem pojedynczym i seriami. Dźwignia przełącznika rodzaju ognia po lewej stronie tylnej części broni. Bezpiecznik w postaci kołka nad chwytem pistoletowym. Zasilanie z dwurzędowych magazynków łukowych o pojemności 30 naboi (magazynki zamienne z magazynkami M16). Przyrządy celownicze to celownik optyczny SUSAT (wersja dla żołnierzy piechoty) lub przeziernik w chwycie do przenoszenia broni o muszka na podstawie (wersja dla obsług broni ciężkiej).

## Dane taktyczno-techniczne
| Wzór                                                   | L85A1             | SA-80 Carbine     | SA-80 Carbine     |
| Nabój                                                  | 5,56 × 45 mm NATO | 5,56 × 45 mm NATO | 5,56 × 45 mm NATO |
| Długość karabinu (mm)                                  | 780               | 709               | 556               |
| Długość lufy (mm)                                      | 518               | 442               | 289               |
| Masa karabinu niezaładowanego bez celownika SUSAT (kg) | 4,2               | ?                 | ?                 |
| Masa karabinu załadowanego z celownikiem SUSAT (kg)    | 5,2               | ?                 | 4,7               |
| Szybkostrzelność teoretyczna (strz/min)                | 650               | 650               | 650               |
| Prędkość początkowa (m/s)                              | 940               | ?                 | 796               |